# René Philipon
Pour les articles homonymes, voir René Philippon et Philipon.
René Philipon (Saintes, 28 septembre 1869 - Paris 7e, 31 décembre 1936) était comte romain, grand officier de l'Ordre équestre du Saint-Sépulcre, rentier et collaborateur de la revue L’Initiation (1895) sous le nom de plume de Jean Tabris.

## Biographie
René Philipon grandit au Château de Vert-Cœur, domaine de quinze hectares dans la vallée de Chevreuse, situé à Milon-la-Chapelle (Yvelines).
Spécialiste en sciences occultes, collectionneur, entomologiste et mécène, il récupère la Bibliothèque rosicrucienne (ou ésotérique) d'Henri Chacornac (1855-1907), père de Paul Chacornac (1884-1964), éditeurs parisiens propriétaires des Éditions traditionnelles, alors installée au 11, quai Saint-Michel, pour laquelle Émile-Jules Grillot de Givry a traduit entre 1898 et 1890 de nombreux textes. Il réalise une édition posthume des Harmonies de l’Être de l'abbé Lacuria. 
En 1893 il est Supérieur Inconnu dans l'Ordre martiniste.
Il épouse Pauline Dalmas de Lapérouse (1878-1921).